# Carl Stiebeler
Carl Friedrich Stiebeler (* um 1795; † 1. März 1871 in Berlin) war ein deutscher Zeichner und Kupferstecher.

## Biografie
Carl Stiebeler studierte 1820 an der Kupferstecherschule bei Professor Ludwig Buchhorn und von 1824 bis 1827 an der Akademie der Künste in Berlin. Er widmete  sich der Landschafts- und Architekturmalerei, entwickelte seinen eigenen Stil und stach nach eigenen Zeichnungen.  Viele seiner Blätter sind in Aquatintatechnik erstellt. An einer Folge von Berlin- und Potsdamansichten, erschienen im Verlag J. Kuhr, war er beteiligt. Wahrscheinlich ist ihm die ganze Folge zuzurechnen, auch wenn er nicht auf allen Blättern ausgewiesen ist. Von 1832 bis 1854 stellte er bei der Akademie der Künste aus, so z. B. mehrere Landschaften in Aquatinta.